# Sveti Jeronim
Sveti Jeronim Stridonski, pravim imenom Euzebije Sofronije Jeronim, poznat i kao Jeronim Dalmatinac (Stridon, 347. ili 348. – Betlehem, 30. rujna 419. ili 420.), kršćanski svetac i crkveni otac te crkveni naučitelj Katoličke Crkve, teolog, filozof, pustinjak, prevoditelj Biblije na latinski jezik. Spomendan  mu je 30. rujna.
Zaštitnik je Dalmacije, teologa, prevoditelja, knjižničara, učitelja i studenata.
Najpoznatiji je po svojem prijevodu Biblije na latinski jezik poznatom pod nazivom Vulgata. Latinski mu je zapis imena Eusebius Sophronius Hieronymus, a grčki Εὐσέβιος Σωφρόνιος Ἱερόνυμος. Najčešće se imenuje kao sveti Jeronim, a u hrvatskoj je tradiciji i ime Jerolim.

## Životopis
Rođen je u dobrostojećoj kršćanskoj obitelji u mjestu Stridon, a otac mu je Euzebije (Hieronymus patre Eusebio natus oppido Stridonis). Poznato je da je imao sestru i mlađega brata Pavlinijana. Po tadašnjem običaju, Jeronim nije bio kršten kao dijete, nego je dugo živio kao katekumen.
Još kao dječak, 360. godine otišao je na studij gramatike, retorike i filozofije u Rim. Učitelj mu je bio Elije Donat, a tu je upoznao i prijatelja Rufina. Kršten je pri kraju studija, a sigurno prije 24. rujna 366. godine. Nakon krštenja upoznao je neke redovničke zajednice u Rimu, što ga je oduševilo. Zatim se je vratio u rodni kraj, te potom otputovao u glavni grad Galije Trier, gdje je radio kao službenik u državnoj upravi. Oko 370. godine napustio je svjetovni život te se je posvetio askezi i studiju.
Jeronim je preko Carigrada otišao u Antiohiju, gdje je, s prekidima, boravio gotovo deset godina. Antiohija je tada bila važno središte ranokršćanske znanosti. Tada je ozbiljnije proučavao Bibliju i slušao egzegetska predavanja Apolinarija iz Laodiceje. Usavršio je znanje grčkoga i hebrejskoga jezika i proučavao je Origenove spise. Živio je u redovničkoj zajednici. Pristao je da ga antiohijski biskup Paulin zaredi za svećenika, uz uvjet da ostane redovnik. Godine 379. ili 380. otišao je u Carigrad, gdje je slušao i upoznao Grgura Nazijanskoga.
Na poziv pape Damaza 382. otputovao je u Rim, te je postao papinim tajnikom. Živio je u redovničkoj zajednici koju su osnovale bogate udovice Marcela, Paula i njezina kći Eustohija. Tada je za papu preveo mnoge spise, na temelju čega neki srednjovjekovni životopisi tvrde da je bio imenovan kardinalom, kako je i prikazivan u kasnijoj ikonografiji. Nakon Damazove smrti u prosincu 384. očekivalo se je da će Jeronim postati papa, no to se nije ostvarilo.
Svojim žustrim polemikama stvorio si je mnoge neprijatelje, pa je 385. napustio Rim te iz luke Ostije krenuo prema Jeruzalemu. Pridružile su mu se Paula, njezina kći i Eustohija i njihove prijateljice. Godine 386. trajno su se nastanili u Betlehemu u Palestini te osnovali jedan muški i tri ženska samostana.
Jeronim je u Betlehemu boravio 34 godine. To je najplodnije razdoblje njegova života. Među ostalim, tada su nastali njegovi prijevodi Biblije, komentari Pavlovih poslanica, biblijski komentari proročkih knjiga te prijevodi teoloških djela na latinski. Sudjelovao je u mnogim polemikama. Došao je u sukob s mnogim biskupima i teološkim velikanima svojega vremena, a polemizirao je i s heretičkim piscima. U kritičkim je odnosima bio i s Augustinom, koji nije pohvalno ocijenio njegov prijevod Biblije.
Zapadna crkva slavi ga kao jednoga od četvorice velikih crkvenih otaca, zajedno s Ambrozijem, Augustinom i Grgurom Velikim.

## Sveti Jeronim u hrvatskoj kulturi i tradiciji
Po svetom Jeronimu nazvan je Papinski hrvatski zavod svetog Jeronima u Rimu, kao i Zračna luka Sveti Jeronim u Splitu.
Povodom 1600. obljetnice smrti sv. Jeronima Hrvatska pošta 27. svibnja 2020. pustila je u optjecaj prigodnu poštansku marku. Motiv prikazan na poštanskoj marki je sv. Jeronim sa slike autora Jacopa Tintoretta iz 16. stoljeća, koja se nalazi na oltarnoj pali u župnoj crkvi sv. Marka Evanđelista u Korčuli.
Godine 2023. Zračnoj luci Split promijenjeno je ime u Zračna luka Sveti Jeronim.

## Predaje o sv. Jeronimu

### Sv. Jeronim tvorac glagoljice
Katolička Crkva priznavala je predaju da je Jeronim tvorac glagoljice te ju je u svojim latinskim tekstovima nazivala Charactere Hieronymiano ("jeronimovskim slovima").

### Sv. Jeronim i lav
Prema jednoj legendi, Jeronim je izvadio lavu trn iz šape. Od tada ga lav više nije napuštao i sjedio mu je uz noge u njegovoj redovničkoj ćeliji. Zato se Jeronim često prikazuje s lavom uz noge dok sjedi u kardinalskoj odori u svojoj sobi za radnim stolom.

### Teška narav sv. Jeronima
U predaje se ubraja i tvrdnja da je sv. Jeronim bio teške i svadljive naravi. U to se uklapa navodna njegova izjava „Oprosti mi, Gospode, jer sam Dalmatinac!” (lat. Parche mihi Domine quia Dlamata sum). Međutim, potvrde za to u njegovim spisima nema. Teškoj naravi u prilog mogu se pripisati oštre polemike u koje se je upuštao cijeloga svojega života.

## Djela
Jeronimova djela dijele se na prijevode i autorske tekstove, koji se mogu razvrstati na teološka tumačenja i korespondenciju. Od njegovih prijevoda svakako je najpoznatiji prijevod Biblije na latinski, poznat pod nazivom Vulgata.

### Vulgata
Papa Damaz I. uzeo je Jeronima za svojega tajnika. Tada je Jeronim proveo reviziju latinskoga prijevoda četiriju evanđelja i psalterija. Taj mu je angažman donio velik ugled i (neispunjeno) očekivanje da će postati papa. Godine 391., u Palestini, počeo je prevoditi Bibliju s izvornoga hebrejskog i aramejskog teksta, te ga je završio 406. Naziv Vulgata za taj prijevod koristi se od 13. stoljeća. Tridentski sabor proglasio je Vulgatu službenim prijevodom Biblije u Katoličkoj Crkvi.

### Autorski tekstovi
Sačuvani tekstovi sv. Jeronima objavljeni su pod naslovom Sancti Eusebii Hieronymi Stridonensis presbyteri Opera omnia u devet knjiga (1-11, bez 3. i 6. knjige) u sklopu edicije Patrologia Latina (PL) od 1845. do 1889. godine (od 22. do 30. knjige edicije).
- 1. knjiga: Sancti Eusebii Hieronymi Stridonensis presbyteri Opera omnia […] Tomus primus. Parisiis: apud editorem, 1845. (PL 22): Epistola Vallarsii Clementi XII Pontifici summo; Praefatio generalis in tres partes divisa; Praefatio altera; Vita S. Hieronymi; Vita alia S. Hieronymi auctore incerto; Epistolae S. Hieronymi in quatuor classes divisae secundum ordinem temporum; Quinta classis complectens sex epistolas, tres tempore, tres auctore spurias; Notae Joannis Martianaei.
- 2. knjiga: Sancti Eusebii Hieronymi Stridonensis presbyteri Opera omnia […] Tomus secundus. Parisiis: apud Garnier fratres et J.-P. Migne successores, 1883. (PL 23): Vita S. Pauli primi eremitae; Vita S. Hilarionis; Vita Malchi monachi; Regulae S. Pachomii Translatio Latina; Instituta S. Pachomii; Praecepta et judicia S. Pachomii; Praecepta ac leges S. Pachomii; Monita S. Pachomii; PP. Pachomii et Theodori Epislolae et verba mystica; Verba prophetica S. Pachomii; Epistola Theodori ad monasteria de Pascha; Interpretatio libri Didymi de Spiritu sancto ad Paulinianum; Dialogus contra Luciferianos; Liber de perpetua virginitate B. Mariae; Adversus Jovinianum libri duo; Liber contra Vigilantium; Liber contra Joan. Hierosolymitanum; Apologia adversus libros Rufini; Dialogus adversus Pelagianos; Liber de viris illustribus; De vitis apostolorum; Epistola ad Desiderium de duodecim doctoribus.
- 4. knjiga: Sancti Eusebii Hieronymi Stridonensis presbyteri Opera omnia […] Tomus quartus. Parisiis: apud J.-P. Migne, 1865. (PL 24):
- 5. knjiga: Sancti Eusebii Hieronymi Stridonensis presbyteri Opera omnia […] Tomus quintus. Parisiis: apud Garnier fratres et J.-P. Migne successores, 1884. (PL 25):
- 7. knjiga: Sancti Eusebii Hieronymi Stridonensis presbyteri Opera omnia […] Tomus septimus. Parisiis: apud editorem, 1845. (PL 26):
- 8. knjiga: Sancti Eusebii Hieronymi Stridonensis presbyteri Opera omnia […] Tomus octavus. Parisiis: apud J.-P. Migne, 1866. (PL 27):
- 9. knjiga: Sancti Eusebii Hieronymi Stridonensis presbyteri Opera omnia […] Tomus nonus. Parisiis: apud Garnier fratres et J.-P. Migne successores, 1889. (PL 28):
- 10. knjiga: Sancti Eusebii Hieronymi Stridonensis presbyteri Opera omnia […] Tomus decimus. Parisiis: apud J.-P. Migne, 1865. (PL 29):
- 11. knjiga: Sancti Eusebii Hieronymi Stridonensis presbyteri Opera omnia […] Tomus undecimus et ultimus. Parisiis: apud J.-P. Migne, 1865. (PL 30):

## Vanjske poveznice
- Sv. Jeronim: O vječnom djevičanstvu Marijinu; Split, 2006.  Arhivirana inačica izvorne stranice od 1. listopada 2015. (Wayback Machine)

- Catholic Encyclopedia - Saint Jerome (engl.)